# Суб'єкт зовнішньоекономічної діяльності
Суб'єктами зовнішньоекономічної діяльності в Україні є:
- — фізичні особи — громадяни України, іноземні громадяни та особи без громадянства, які мають цивільну правоздатність і дієздатність згідно з законами України і постійно проживають на території України;
- — юридичні особи, зареєстровані як такі в Україні і які мають постійне місцезнаходження на території України (підприємства, організації та об'єднання всіх видів, включаючи акціонерні та інші види господарських товариств, асоціації, спілки, концерни, консорціуми, торговельні доми, посередницькі та консультаційні фірми, кооперативи, кредитно-фінансові установи, міжнародні об'єднання, організації та інші), в тому числі юридичні особи, майно та/або капітал яких є повністю у власності іноземних суб'єктів господарської діяльності;
- — об'єднання фізичних і юридичних осіб, які не є юридичними особами згідно з законами України, але які мають постійне місцезнаходження на території України і яким цивільно-правовими законами України не заборонено здійснювати господарську діяльність;

- — структурні одиниці іноземних суб'єктів господарської діяльності, які не є юридичними особами згідно з законами України (філії, відділення тощо), але мають постійне місцезнаходження на території України;
- — спільні підприємства за участю суб'єктів господарської діяльності України та іноземних суб'єктів господарської діяльності, зареєстровані як такі в Україні і які мають постійне місцезнаходження на території України;
- — інші суб'єкти господарської діяльності, передбачені законами України.

Україна в особі її органів, місцеві органи влади і управління в особі створених ними зовнішньоекономічних організацій, які беруть участь у зовнішньоекономічній діяльності, а також інші держави, які беруть участь у господарській діяльності на території
України, діють як юридичні особи. 1